# Ceraturgus mitchelli
Ceraturgus mitchelli là một loài ruồi trong họ Asilidae. Ceraturgus mitchelli được Brimley miêu tả năm 1924. Loài này phân bố ở vùng Tân Bắc giới.